# Sendai
Pour les articles homonymes, voir Sendai (homonymie).
 (avril 2016).
Si vous disposez d'ouvrages ou d'articles de référence ou si vous connaissez des sites web de qualité traitant du thème abordé ici, merci de compléter l'article en donnant les références utiles à sa vérifiabilité et en les liant à la section « Notes et références ».
Sendai (仙台市, Sendai-shi) est une métropole japonaise, capitale de la préfecture de Miyagi. La population de la ville en 2018 est de 1 088 669 habitants pour une superficie de 783,55 km2. C'est la plus grande ville de la région du Tohoku.
À environ 300 km au nord-est de Tokyo, sur l'île de Honshū, Sendai figure parmi les douze plus grandes villes du Japon par le nombre d'habitants. Elle est bordée de montagnes à l'ouest et par la côte du Pacifique à l'est.
En matière économique, 50 000 entreprises emploient environ 500 000 personnes, dans des secteurs variés : constructions électriques, textile, caoutchouc, artisanat (soie, laque, céramique), etc. Sendai abrite également un technopôle de recherche (médecine, ingénierie, techniques de pointe), une quinzaine d'universités, dont l'université du Tōhoku et un orchestre philharmonique.
Le 11 mars 2011, la ville est frappée par un séisme suivi d'un tsunami, dont l'épicentre est situé à 130 km à l'est, au large des côtes. C'est probablement le plus violent de l'histoire du Japon, et l'un des plus puissants séismes meurtriers jamais enregistré sur la planète depuis 1900.

## Histoire

### Fondation de la ville
Bien que la zone où est située Sendai soit habitée depuis 20 000 ans et qu'un poste fortifié contre les Ezo nommé Mori no miyako (杜の都, « la Cité des arbres ») y ait été installé au VIIIe siècle, l'histoire de Sendai en tant que ville commence en 1601, quand le daimyo Date Masamune y installe sa capitale.
Date n'était pas satisfait de sa précédente forteresse, Iwadeyama, située au nord de ses terres et difficile d'accès depuis Edo. Sendai est un emplacement idéal, situé au centre de ses terres récemment acquises, sur une route majeure venant d'Edo, et proche de la mer. Tokugawa Ieyasu donne à Masamune la permission d'y construire un château à Aobayama après la bataille de Sekigahara. Aobayama est l'emplacement d'un château utilisé par le précédent dirigeant de la région de Sendai. À cette époque, Sendai est écrit 千代, à cause d'un temple avec « mille statues de Bouddha » (千体, sentai) situé à Aobayama. Date Masamune change le kanji en 仙臺, qui deviendra plus tard 仙台 (littéralement, « ermite sur une plate-forme »). Le kanji est tiré d'un poème chinois qui fait la louange d'un palais construit par l'empereur Wen de la Chine des Han, le comparant à un palais mythique des monts Kunlun. Il est dit que Date choisit ce kanji pour que son château prospère aussi longtemps qu'une montagne habitée par un ermite immortel. Masamune ordonne la construction du château de Sendai en décembre 1600, et la fondation de la ville de Sendai en 1601. Le plan hippodamien des rues de l'actuel centre-ville de Sendai provient de ses plans.

### Époque contemporaine

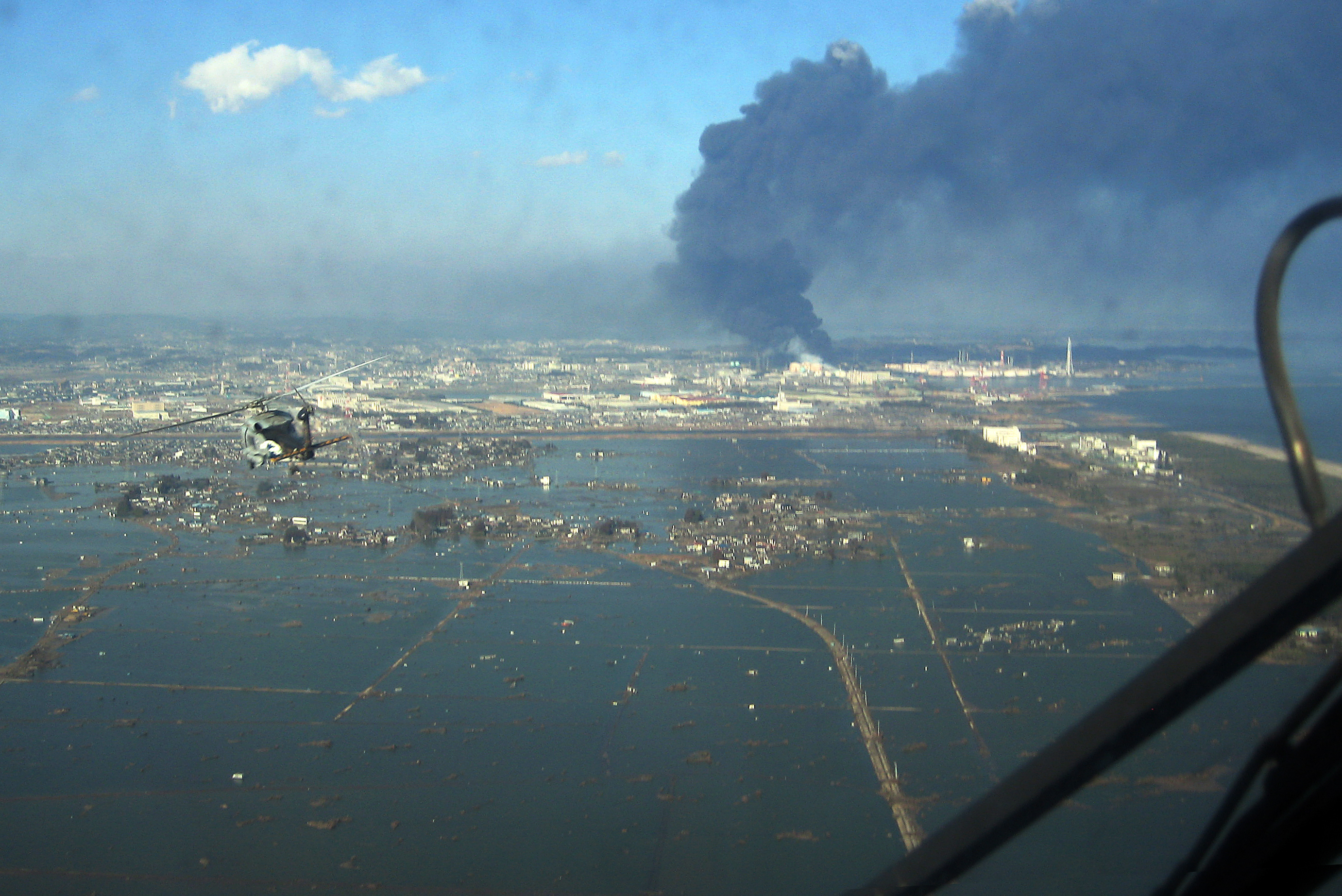
Vue aérienne près de l'aéroport de Sendai après le séisme et le tsunami du 11 mars 2011.

Sendai obtient le statut de ville le 1er avril 1889 après l'abolition du système des fiefs. À cette époque, la ville a une superficie de 17,45 km2 et une population de 86 000 habitants. Cependant, la ville grandit au travers de sept annexions entre 1928 et 1988.
Jusqu'à la Seconde Guerre mondiale, Sendai garde son surnom de Cité des arbres, le fief de Sendai encourageant les résidents à planter des arbres dans leurs cours, ce qui a pour résultat que nombre de maisons, temples et sanctuaires possèdent alors des « forêts ménagères » (屋敷林, yashikirin), utilisées pour les ressources en bois et autres matériaux quotidiens. Cependant, les raids aériens de la Seconde Guerre mondiale détruisent la majeure partie de la ville, verdure comprise, et plus encore est perdu durant la reconstruction après la guerre.

## Géographie

### Généralités

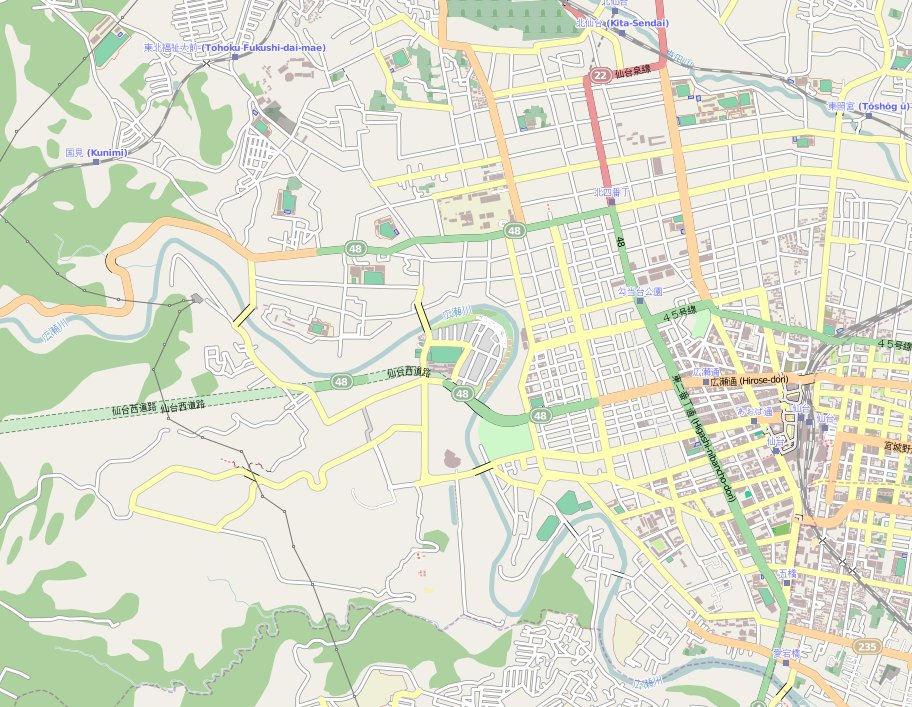
Carte du centre-ville de Sendai.

Ville située à environ 300 km au nord-est de Tokyo, elle recouvre 788,09 km2, et s'étend de l'océan Pacifique aux monts Ōu (Ōu-sanmyaku), qui constituent respectivement les frontières est et ouest de la préfecture de Miyagi. De ce fait, la géographie de la ville est assez diverse : l'est de Sendai est une zone de plaines, le centre de la ville est vallonné, et la partie ouest est montagneuse. Le point le plus haut de la ville est le mont Funagata, qui culmine à 1 500 m d'altitude.

### Arrondissements
Sendai est divisée en cinq arrondissements :
| Nom            | Pop. (2016) | Superficie | Carte |
| -------------- | ----------- | ---------- | ----- |
| Aoba-ku        | 310 672     | 302,24     |       |
| Izumi-ku       | 216 705     | 146,61     |       |
| Miyagino-ku    | 195 143     | 58,19      |       |
| Taihaku-ku     | 226 630     | 228,39     |       |
| Wakabayashi-ku | 133 929     | 50,86      |       |

### Hirose-gawa

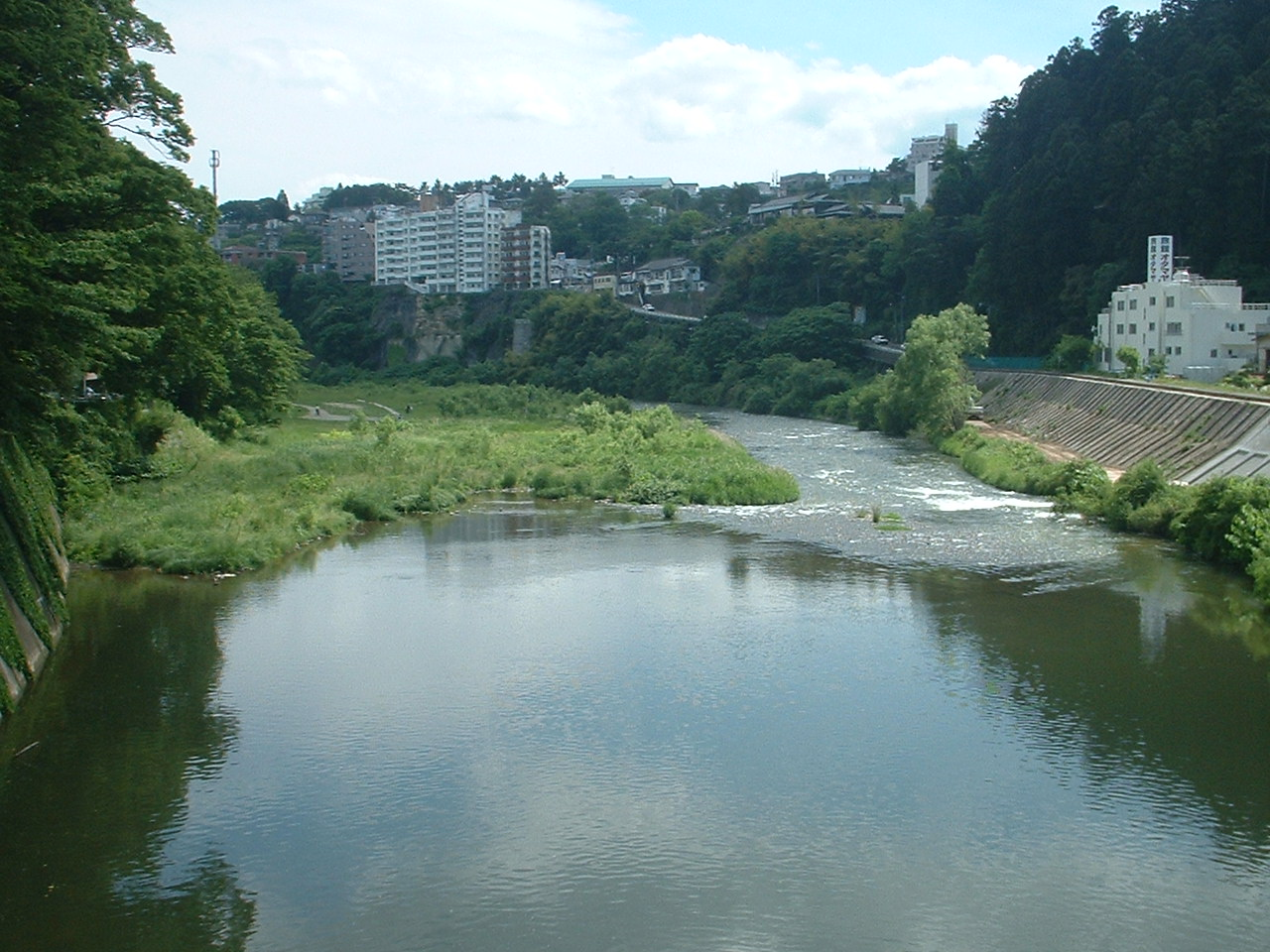
La rivière Hirose, vue du pont Ōtamaya.

La rivière Hirose (ja) (Hirose-gawa), longue de 45 km, traverse Sendai. La rivière est un symbole connu de Sendai, particulièrement parce qu'elle apparaît dans les vers de Aobajō koiuta (青葉城恋唄, littéralement « Chanson d'amour du château Aoba »), une chanson populaire de Sato Muneyuki. Le château de Sendai est construit près de la rivière afin de l'utiliser comme douve naturelle. Jusque dans les années 1950, la rivière était cause de nombreuses inondations, mais des barrages et des digues ont rendu ce phénomène rare. La rivière est maintenant connue pour son eau exceptionnellement propre et sa beauté naturelle, et a de ce fait été choisie par l'Agence japonaise pour l'environnement comme l'une des « 100 Grandes eaux du Japon ».

### Volcanisme
La plupart des montagnes de Sendai sont des volcans endormis, bien plus anciens que les célèbres volcans Zao et Narugo (également prononcé Naruko) des municipalités voisines. Cependant, on trouve de nombreuses sources chaudes, indiquant l'existence d'une activité hydrothermique. Selon les études sismologiques, un tremblement de terre majeur surnommé Miyagi oki a lieu au large de Sendai (c'est le sens de son nom) avec une périodicité de 25 à 40 ans. Un tremblement de terre survenu le 16 août 2005 a effectivement eu lieu, avec un épicentre proche de la zone du tremblement de terre Miyagi oki. Cependant le centre de recherches sismiques a conclu qu'il ne s'agissait pas du tremblement de terre Miyagi oki. Ses chercheurs se sont exprimés ainsi : « Nous ne pensons pas que l'événement récent soit le tremblement de terre attendu. Et ceci car la magnitude du tremblement de terre était faible, et que le secteur source, qui a été estimé grâce à la distribution de réplique sismique et des vagues sismiques, n'a pas couvert en totalité la région de source prévue, bien que l'événement récent ait rompu une partie de la région focale du tremblement de terre prévu. »

## Conséquences du séisme et du tsunami de 2011
Un séisme d'une magnitude de 9 suivi d'un tsunami touche la ville le 11 mars 2011. Son épicentre situé à 130 km de Sendai a provoqué un tsunami de 10 m de hauteur qui s'est abattu sur les côtes au niveau de l'aéroport de la ville, emportant nombre de bâtiments et voitures dans les environs.

## Climat
Sendai possède un climat subtropical humide. La température moyenne dans la ville est de 12,1 °C et la moyenne des précipitations annuelles est de 1 241,8 mm. La température la plus élevée enregistrée est de 36,8 °C et la plus basse est de −11,7 °C. La moyenne annuelle est de 16,8 jours avec une température au-dessus de 30 °C et seulement deux jours avec une température sous 0 °C, ce qui est peu comparé aux autres grandes villes japonaises. La ville est rarement touchée par les typhons et ne connaît que six jours avec plus de 10 cm de chutes de neige sur une année moyenne. La saison humide de Sendai commence habituellement entre fin juin et début juillet, ce qui est plus tard que la plupart des villes du Japon.
| Mois                                             | jan.       | fév.       | mars      | avril     | mai       | juin      | jui.      | août      | sep.     | oct.      | nov.      | déc.       | année      |
| ------------------------------------------------ | ---------- | ---------- | --------- | --------- | --------- | --------- | --------- | --------- | -------- | --------- | --------- | ---------- | ---------- |
| Température minimale moyenne (°C)                | −1,3       | −1,1       | 1,4       | 6,3       | 11,7      | 16,1      | 20,2      | 21,6      | 18       | 11,9      | 5,6       | 0,9        | 9,3        |
| Température moyenne (°C)                         | 2          | 2,4        | 5,5       | 10,7      | 15,6      | 19,2      | 22,9      | 24,4      | 21,2     | 15,7      | 9,8       | 4,5        | 12,8       |
| Température maximale moyenne (°C)                | 5,6        | 6,5        | 10        | 15,5      | 20,2      | 23,1      | 26,6      | 28,2      | 25       | 19,8      | 14,1      | 8,3        | 16,9       |
| Record de froid (°C) date du record              | −11,7 1945 | −11,5 1931 | −8,9 1934 | −5 1934   | −0,3 1934 | 5,4 1927  | 9 1976    | 12,9 1940 | 5,6 1940 | −0,1 1945 | −5 1970   | −10,8 1928 | −11,7 1945 |
| Record de chaleur (°C) date du record            | 17,9 1960  | 20,9 2016  | 24,2 2009 | 29,9 2018 | 33,2 1961 | 34,4 2011 | 36,7 2018 | 37,3 2018 | 36 1985  | 29,9 1998 | 24,4 1979 | 21,8 1990  | 37,3 2018  |
| Ensoleillement (h)                               | 149        | 154,7      | 178,6     | 193,7     | 191,9     | 143,7     | 126,3     | 144,5     | 128      | 147       | 143,4     | 136,3      | 1 836,9    |
| Précipitations (mm)                              | 42,3       | 33,9       | 74,4      | 90,2      | 110,2     | 143,7     | 178,4     | 157,8     | 192,6    | 150,6     | 58,7      | 44,1       | 1 276,7    |
| dont neige (cm)                                  | 21         | 18         | 11        | 1         | 0         | 0         | 0         | 0         | 0        | 0         | 0         | 9          | 59         |
| Nombre de jours avec précipitations              | 5,6        | 5          | 7,1       | 7,7       | 8,8       | 10,3      | 13,3      | 10,9      | 11,2     | 8,2       | 5,7       | 5,6        | 99,4       |
| dont nombre de jours avec précipitations ≥ 10 mm | 1,1        | 0,9        | 2,6       | 3,2       | 3,3       | 4,3       | 5,3       | 4,7       | 4,6      | 3,5       | 1,7       | 1,1        | 36,3       |
| Humidité relative (%)                            | 66         | 64         | 61        | 63        | 70        | 79        | 83        | 81        | 78       | 72        | 68        | 68         | 71         |
| Nombre de jours avec neige                       | 5,5        | 4,2        | 2,2       | 0,3       | 0         | 0         | 0         | 0         | 0        | 0         | 0         | 3          | 15         |

| Diagramme climatique                                  |             |           |             |               |               |               |               |           |               |             |            |
| J                                                     | F           | M         | A           | M             | J             | J             | A             | S         | O             | N           | D          |
| 5,6−1,342,3                                           | 6,5−1,133,9 | 101,474,4 | 15,56,390,2 | 20,211,7110,2 | 23,116,1143,7 | 26,620,2178,4 | 28,221,6157,8 | 2518192,6 | 19,811,9150,6 | 14,15,658,7 | 8,30,944,1 |
| Moyennes : • Temp. maxi et mini °C • Précipitation mm |             |           |             |               |               |               |               |           |               |             |            |

## Démographie
En 2010, Sendai abrite une population estimée à 1 035 651 personnes et à une densité de 1 322 hab./km2. La plupart des habitants vivent dans des zones urbaines proches des gares ou des stations de métro. Le recensement national de 2000 a révélé que 88,5 % de la population de la ville (soit 892 252 personnes) vivaient dans une zone de 129,69 km2, ce qui ne représente que 16,6 % de la superficie totale de la ville. La densité de population dans cette zone est de 6 879,9 hab./km2, ce qui est plus de cinq fois la densité de population de la ville à cette époque. Sendai compte environ 10 000 habitants non japonais.
En 2005, Sendai compte 444 514 foyers, avec une moyenne de 2,31 membres par foyer. Chaque année, le foyer moyen devient plus petit, le nombre de foyers de célibataires augmentant. Sendai abrite de nombreuses personnes ayant atteint la cinquantaine ainsi que beaucoup de gens dans leur vingtaine ou le début de la trentaine, si l'on compare aux autres groupes d'âge. L'âge moyen à Sendai est de 38,4 ans, ce qui en fait l'une des grandes villes les plus jeunes du Japon.

## Économie

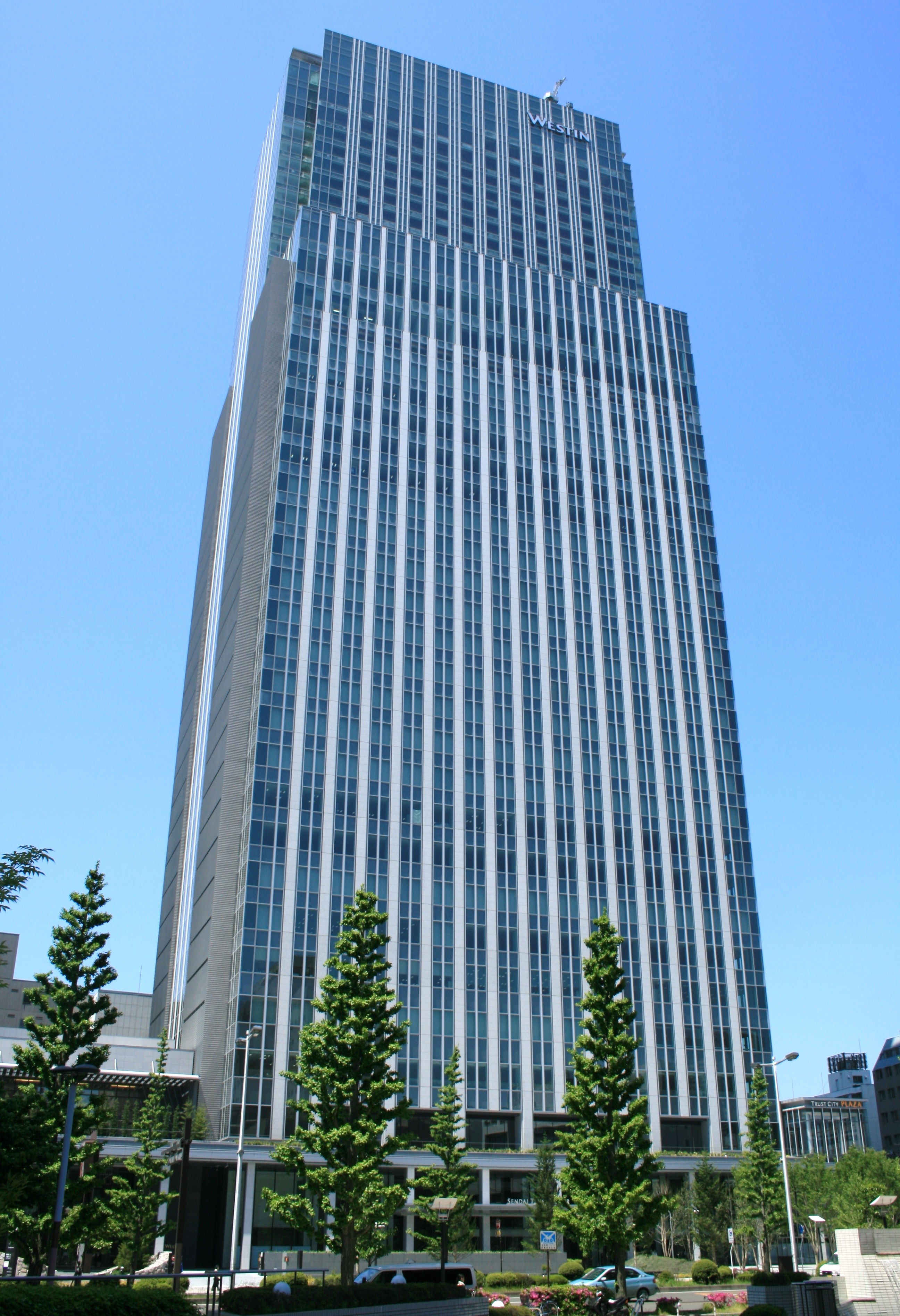
Sendai Trust Tower.

Sendai est un important centre économique et dispose d'un important quartier d'affaires avec de nombreux gratte-ciel, notamment la Sendai Trust Tower et AERU.

## Transports

### Aérien
Sendai est desservie par l'aéroport de Sendai situé à Natori.

### Ferroviaire
La gare de Sendai est la gare principale de la ville. Elle est desservie par le Shinkansen, ainsi que plusieurs lignes classiques.
Le métro de Sendai comporte deux lignes : la ligne Namboku et la ligne Tōzai.

### Maritime
Sendai est régulièrement desservie par des liaisons maritimes vers Tomakomai (Hokkaidō) et Nagoya, assurées par la compagnie Taiheiyō Ferry.

## Éducation
La ville compte plusieurs universités, dont certaines sont nationales :
- université du Tōhoku, ancienne université impériale, et actuelle université nationale ;
- université d'éducation de Miyagi, université nationale spécialisée dans la formation de futurs enseignants ;
- université de Miyagi ;
- université Tōhoku gakuin ;
- université Tōhoku Fukushi.

## Culture

### Architecture et musées

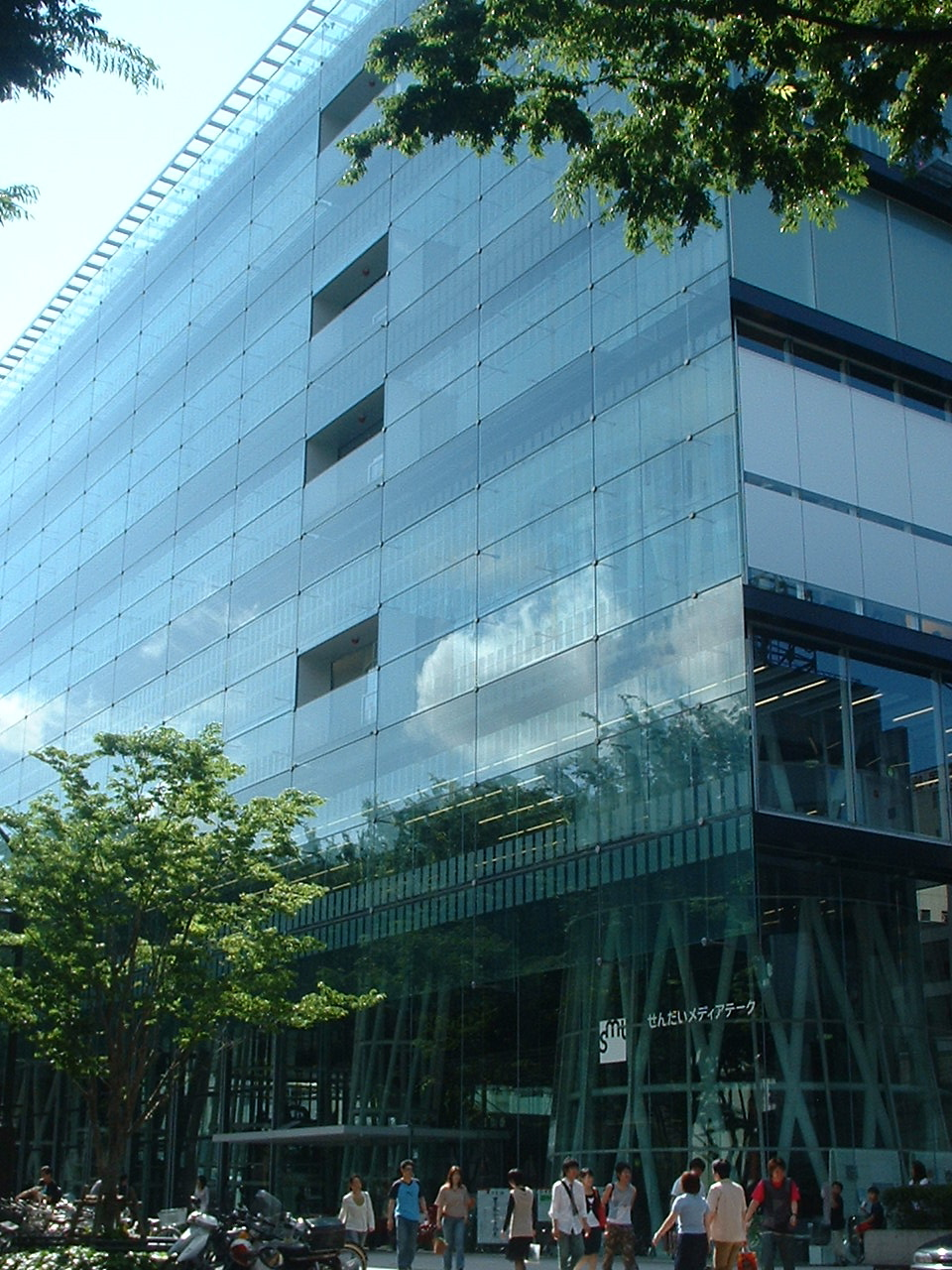
Médiathèque de Sendai.

Sa médiathèque est renommée internationalement pour son architecture, le projet ayant remporté en 2006 la médaille d’or de l’Institut royal des architectes britanniques (RIBA).
Le musée de la ville de Sendai contient des objets relatifs à la mission diplomatique qui rencontre le pape Paul V, à Rome, au début du XVIIe siècle, ainsi que d'autres relatifs à la famille Date ou au han de l'époque féodale.
Le musée d'art Miyagi contient des œuvres contemporaines de Paul Klee, Wassily Kandinsky et d'autres artistes contemporains occidentaux, ainsi que des œuvres orientales des derniers siècles.
Le restaurant Shokeikaku a su garder son style d'avant la guerre (1870-1945).
Le château de Sendai a été construit dans la région du même nom, sous le règne du samouraï Date Masamune, pendant la période Edo. On peut voir la statue équestre de Masamune sur les hauteurs de la ville. Sous son règne a également été créé le lieu saint Ōsaki Hachiman-gū qui est devenu trésor national depuis et est la plus ancienne construction du Japon, vieux de 400 ans, dans le style Azuchi Momoyama.
Le mausolée Zuihō-den, également d'architecture de style Azuchi Momoyama, contient le corps de Date Masamune.

### Cultes
La petite cathédrale catholique Saints-Pierre-et-Paul est le siège du diocèse de Sendai.

### Fêtes
La ville de Sendai jouit d'une bonne activité culturelle très visible l'été, avec de nombreux matsuri (festivals), comme le Tanabata matsuri qui se déroule lors de la fête nationale Tanabata, son feu d'artifice, le Johzenji street jazz festival, Sendai Pageant of Starlight…

### Gastronomie
Sendai est une ville réputée pour son zunda (une pâte de soja très verte et sucrée) et sa langue de bœuf (gyûtan, en japonais).
La préfecture est surtout connue pour ses nombreux poissons et fruits de mer en raison de sa situation côtière.
Le sasa-kamaboko, une spécialité de pâte de poisson mise autour d'un bâtonnet à la façon d'une glace, mis en forme dans un moule, puis grillé au feu de bois, est typique de la région.
Sendai produisait un riz réputé de très grande qualité avant l'accident nucléaire de Fukushima, survenu en mars 2011 dans la préfecture voisine de Fukushima.

## Jumelages
Sendai a une longue tradition de jumelages internationaux. Celui avec Riverside (Californie), depuis le 9 mars 1957, est le deuxième plus ancien jumelage d'une ville japonaise.
- Riverside (États-Unis)
- Rennes (France)
- Acapulco (Mexique)
- Minsk (Biélorussie)
- Gwangju (Corée du Sud)
- Dallas (États-Unis)
- Changchun (Chine)
- Oulu (Finlande)
- Tainan (Taïwan)

## Personnalités liées à la ville
- Date Masamune, fondateur et symbole de la ville.
- Le bienheureux Jacques Carvalho, missionnaire jésuite, fut mis à mort à Sendai (1624).
- Lu Xun, écrivain chinois qui fit une partie de ses études de médecine à l'université du Tôhoku.
- Sasaki Toyoju (1853-1901), activiste féministe.
- Akio Kaminaga (1936-1993), judoka.
- Hirohiko Araki, auteur de manga et créateur de JoJo's Bizarre Adventure.
- Nightmare, groupe japonais de visual kei.
- Chosuke Sato, compositeur et chef d'orchestre.
- Shizuka Arakawa, championne du monde en 2004 et championne olympique en 2006 de patinage artistique.
- Yuzuru Hanyu, double champion olympique (2014/2018) et champion du monde (2014,2017) de patinage artistique.
- Noriko Ishigaki, femme politique japonaise